# Iwanówka (powiat białostocki)
Iwanówka – wieś w Polsce położona w województwie podlaskim, w powiecie białostockim, w gminie Turośń Kościelna.
| SIMC    | Nazwa  | Rodzaj    |
| ------- | ------ | --------- |
| 0042719 | Glinki | część wsi |

W latach 1975–1998 miejscowość należała administracyjnie do województwa białostockiego.
Wierni kościoła rzymskokatolickiego należą do parafii Świętej Trójcy w Turośni Kościelnej.